# Список экорегионов Габона
Ниже приводится список экорегионов в Габоне, согласно Всемирному Фонду дикой природы (ВФП).

## Наземные экорегионы
по основным типам местообитаний

### Тропические и субтропические влажные широколистные леса
- Атлантические экваториальные прибрежные леса
- Северо-западные низинные леса Конго

### Тропические и субтропические луга, саванны и кустарники
- Лесная саванна Западного Конго

### Мангры
- Мангры Центральной Африки

## Пресноводные экорегионы
по биорегиону

### Западное экваториальное побережье
- Центрально-западное экваториальное побережье
- Юго-западное экваториальное побережье

## Морские экорегионы
- Центральный залив Гвинеи